# Stato e rivoluzione
Stato e rivoluzione. La dottrina marxista dello Stato e i compiti del proletariato nella rivoluzione (in russo Государство и революция?, Gosudarstvo i revoljucija) è un saggio scritto da Lenin dall'agosto al settembre 1917 e pubblicato nel maggio del 1918. Ha per sottotitolo La dottrina marxista dello Stato e i compiti del proletariato nella rivoluzione.
Già da un anno Lenin intendeva scrivere uno studio sulla questione dello Stato, e aveva raccolto in un quaderno la documentazione necessaria, composta di citazioni tratte da scritti di Marx, Engels, Kautsky, Bernstein, Pannekoek e altri. Iniziò la stesura di Stato e rivoluzione nel villaggio di Razliv, presso la frontiera finlandese, proseguendola a Jalkala e poi a Lahti e a Helsingfors, in Finlandia, dove si era nascosto per sfuggire al mandato di cattura spiccato contro di lui dal governo provvisorio di Kerenskij. Il saggio doveva essere pubblicato sotto lo pseudonimo di F. F. Ivanovskij, per evitarne il sequestro, ma l'avvenuta rivoluzione d'ottobre rese inutile tale precauzione.

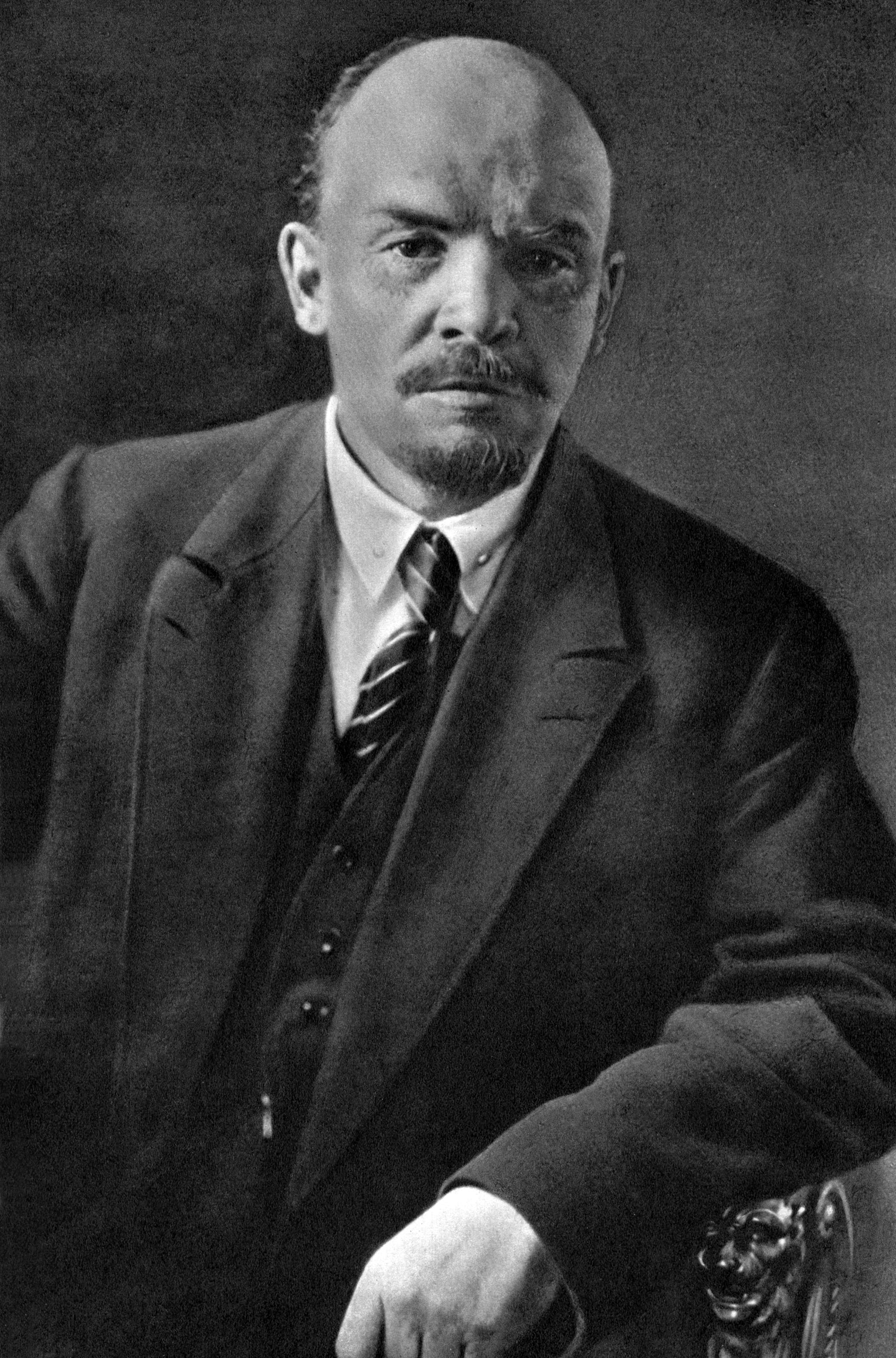
Lenin

Come scrive Lenin nella prefazione alla prima edizione, il problema dello Stato aveva assunto una particolare importanza teorica e politica, nel momento in cui la guerra in corso aveva accelerato il processo di trasformazione del capitalismo monopolistico privato in capitalismo monopolistico di Stato. Gli Stati dei diversi paesi, in stretta unione con le associazioni degli imprenditori, avevano acuito l'oppressione dei lavoratori con il pretesto della necessità che tutti collaborassero al conseguimento della vittoria nella guerra imperialistica, una guerra «per la spartizione e la ridistribuzione del bottino» tra i paesi vincitori ai danni di quelli sconfitti.
Contemporaneamente, la guerra aveva suscitato in ciascun paese coinvolto un'ondata di patriottismo e, in particolare, aveva fatto sorgere nei vari partiti socialisti una corrente «socialsciovinista», ossia «socialista a parole e sciovinista nei fatti», che sosteneva la prosecuzione della guerra fino alla vittoria del proprio paese. Ne erano principali esponenti, in Russia, Plechanov, Potresov, Breško-Breškovskaja, Rubanovič e, «in forma appena velata», Cereteli e Cernov; in Germania, Scheidemann, Legien e David; in Francia e in Belgio, Renaudel, Guesde e Vandervelde; in Inghilterra, Hyndman e i fabiani, in Italia, Turati, Treves e la destra del Partito socialista. Tutti costoro operavano di fatto per «gli interessi della propria borghesia nazionale e del proprio Stato», contro quelli del proletariato che pure, in quanto «socialisti», erano chiamati a rappresentare.
Lenin intende pertanto stabilire l'autentica concezione marxista dello Stato, inteso quale strumento dell'oppressione di classe, contro le deformazioni della dottrina operate dagli «opportunisti», i socialisti che intendono conciliare gli opposti interessi di classe, il cui più autorevole rappresentante è il tedesco Karl Kautsky, «il capo più noto di quella II Internazionale così miseramente fallita nel corso della guerra».

## Stato e rivoluzione
L'opera si compone di sei capitoli, a loro volta divisi in paragrafi. Un settimo capitolo, L'esperienza delle rivoluzioni russe del 1905 e del 1917, rimase allo stato di abbozzo e fu pubblicato postumo a parte.

### 1. La società classista e lo Stato

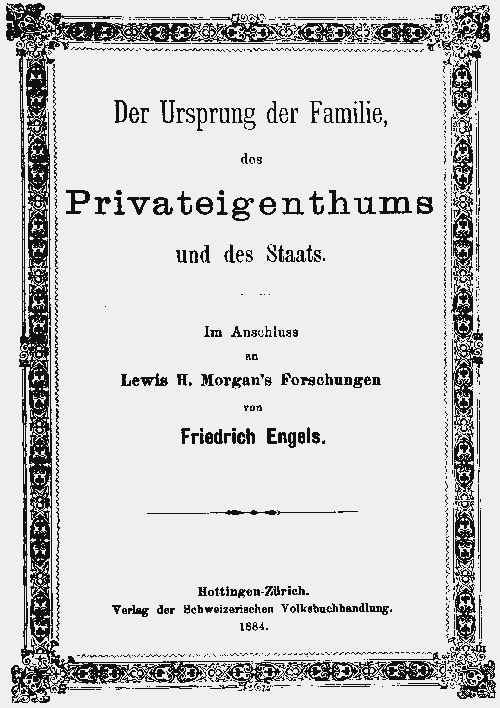
Engels, L'origine della famiglia, della proprietà privata e dello Stato, 1884

- Lo Stato, prodotto dell'antagonismo inconciliabile tra le classi
- Distaccamenti speciali di uomini armati, prigioni, ecc.
- Lo Stato, strumento di sfruttamento della classe oppressa
- L'«estinzione» dello Stato e la rivoluzione violenta

Nell'opera di Engels L'origine della famiglia, della proprietà privata e dello Stato, pubblicata per la prima volta nel 1884, è espressa l'idea fondamentale del marxismo sulla funzione e sul significato dello Stato: esso è
(F. Engels, L'origine della famiglia, della proprietà privata e dello Stato, 1963, p. 200; in Lenin, Stato e rivoluzione, cit., p. 366.)
Il primo segno del sorgere dello Stato, rispetto all'antica formazione sociale dei clan e delle tribù, è la delimitazione di un territorio cui segue l'istituzione di una forza pubblica - l'esercito, la polizia - separata dal complesso della popolazione. Infatti, l'organizzazione armata di tutta la popolazione sarebbe impossibile in una società divisa in classi, perché il loro armamento autonomo produrrebbe una lotta armata tra di esse. Come lo Stato antico e quello feudale erano organi dello sfruttamento degli schiavi e dei servi, così lo Stato rappresentativo moderno è lo strumento per lo sfruttamento del lavoro salariato da parte del capitale. L'eccezione è rappresentata dai periodi in cui le classi in lotta hanno forze pressoché eguali, cosicché il potere statale, in qualità di apparente mediatore, momentaneamente acquista una certa autonomia di fronte a entrambe.
Come lo Stato non è sempre esistito, ma è sorto dalla divisione della società in classi, così esso sparirà quando l'esistenza di queste classi cesserà di essere una necessità. La società, riorganizzata la produzione in base a una libera ed eguale associazione di produttori, relegherà «l'intera macchina statale nel museo delle antichità accanto alla rocca per filare e all'ascia di bronzo».
Il processo con il quale si produrrà l'«estinzione» dello Stato è descritto in un'altra opera di Engels, l'Anti-Dühring. Con una rivoluzione, il proletariato s'impadronisce del potere dello Stato e trasforma i mezzi di produzione in proprietà dello Stato ("collettivizzazione dei mezzi di produzione"). La presa di possesso di tutti i mezzi di produzione in nome della società è il primo e ultimo atto dello Stato. A questo punto non vi sono più differenze e antagonismi di classe, e lo Stato in quanto Stato, ossia quale organismo dell'oppressione di una classe sull'altra, viene soppresso. Lenin chiarisce che, con una rivoluzione violenta, a essere soppresso è lo Stato borghese, sostituito dallo Stato proletario che esercita quella forza repressiva, nota come Dittatura del proletariato, che assicura la presa di possesso dei mezzi di produzione in nome della società.
Nella nuova organizzazione sociale, «al posto del governo sulle persone appare l'amministrazione delle cose e la direzione dei processi produttivi». L'intervento di una forza statale nei rapporti sociali diventa superflua e anche lo Stato proletario «si estingue».

### 2. Lo Stato e la rivoluzione. L'esperienza del 1848-1851
- La vigilia della rivoluzione
- Il bilancio di una rivoluzione

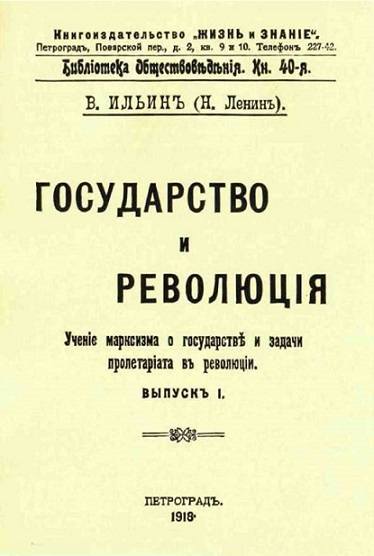
La seconda edizione russa, 1919

- Come Marx poneva la questione nel 1852.[10]

Nel 1847, nella Miseria della filosofia, Marx aveva accennato al problema dello Stato, scrivendo della scomparsa del «potere politico» nella società senza classi:
(K. Marx, Miseria della filosofia, 1949, p. 140; in Lenin, cit., p. 379.)
Pochi mesi dopo, Marx ed Engels scrissero nel Manifesto del Partito Comunista che il proletariato, rovesciato il dominio della borghesia con la rivoluzione, «si servirà della sua supremazia politica per strappare alla borghesia, a poco a poco, tutto il capitale, per accentrare tutti gli strumenti di produzione nelle mani dello Stato, vale a dire del proletariato stesso organizzato come classe dominante». Si conferma dunque che per il proletariato vittorioso è necessario utilizzare la forza dello Stato «per reprimere la resistenza degli sfruttatori» e avviare l'edificazione dell'economia socialista; solo successivamente, con la fine degli antagonismi, «non vi sarà più potere politico».
Il potere statale centralizzato, tipico della moderna società borghese, appare alla fine dei regimi assoluti. In Francia vi era un'enorme organizzazione burocratica e militare, uno «spaventoso corpo parassitario» - scrive Marx ne Il 18 brumaio di Luigi Bonaparte - che avvolgeva la società francese e che fu sviluppato dalla rivoluzione e perfezionato da Napoleone. Anche la repubblica parlamentare, nata nel 1848, nella sua lotta contro la rivoluzione popolare rafforzò gli strumenti del potere statale. Non solo «tutti i rivolgimenti politici non fecero che perfezionare questa macchina, invece di spezzarla», ma tutti i partiti in lotta «considerarono il possesso di questo enorme edificio dello Stato come il bottino principale del vincitore».
Compito del proletariato rivoluzionario è pertanto quello di distruggere la macchina statale. Il modo con quale raggiungere lo scopo è indicato da Marx. In una lettera a Weydemeyer del 5 marzo 1852, dopo aver premesso che l'esistenza delle classi e il loro conflitto non era una sua scoperta, ma apparteneva agli economisti e agli storici borghesi, Marx scriveva che «la lotta di classe necessariamente conduce alla dittatura del proletariato» e che «questa dittatura stessa costituisce soltanto il passaggio alla soppressione di tutte le classi e a una società senza classi».
Lenin fa notare come la dittatura del proletariato, auspicata da Marx, venga invece rifiutata da Kautsky, per molti anni considerato l'interprete più ortodosso del marxismo. L'opuscolo di Kautsky La dittatura del proletariato, pubblicato nel 1918, viene definito «un modello di deformazione piccolo-borghese del marxismo» da Lenin, che gli oppose il proprio scritto La rivoluzione proletaria e il rinnegato Kautsky.

### 3. Lo Stato e la rivoluzione. L'esperienza della Comune di Parigi (1871). L'analisi di Marx

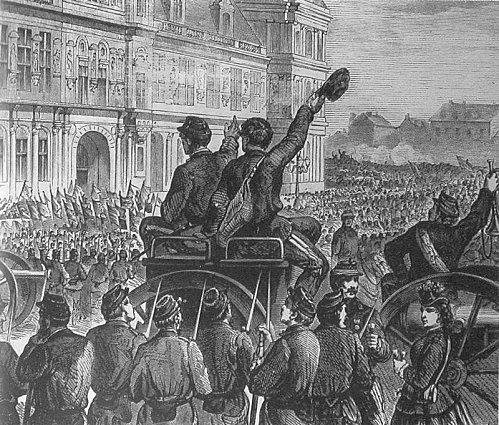
La proclamazione della Comune

- In che cosa consiste l'eroismo del tentativo dei comunardi?
- Con che cosa sostituire la macchina statale spezzata?
- La soppressione del parlamentarismo
- L'organizzazione dell'unità nazionale
- La distruzione dello Stato parassita

L'esperienza della Comune di Parigi fu ricca d'insegnamenti per il movimento rivoluzionario, tanto che Marx, scrivendo all'amico Kugelmann il 12 aprile 1871, quando la Comune ancora resisteva alla repressione del governo francese, ripeteva quanto già affermato nel suo 18 brumaio, e cioè che «il prossimo tentativo della rivoluzione francese non consisterà nel trasferire da una mano all'altra la macchina militare e burocratica, come è avvenuto fino ad ora, ma nello spezzarla», essendo tale «la condizione preliminare di ogni reale rivoluzione popolare» in Europa, Inghilterra esclusa.
L'Inghilterra del 1871 era ancora un paese senza militarismo e in gran parte senza burocrazia, pertanto una rivoluzione popolare era possibile senza la condizione preliminare della distruzione dell'apparato statale. Lenin rileva altresì la distinzione operata da Marx tra rivoluzione proletaria e rivoluzione popolare, ignorata da menscevichi e plechanoviani, i quali ammettono unicamente la possibilità che una rivoluzione sia borghese o proletaria. Una rivoluzione è «popolare», come quella del 1905, quando vede protagonisti operai e contadini: senza la loro alleanza non è possibile una trasformazione socialista.
L'esigenza della distruzione dell'apparato statale venne ribadita nel 1872 nella nuova prefazione al Manifesto del Partito Comunista, in cui Marx ed Engels scrissero che la Comune aveva fornito la prova che «la classe operaia non può impossessarsi puramente e semplicemente di una macchina statale già pronta e metterla in moto per i suoi propri fini».

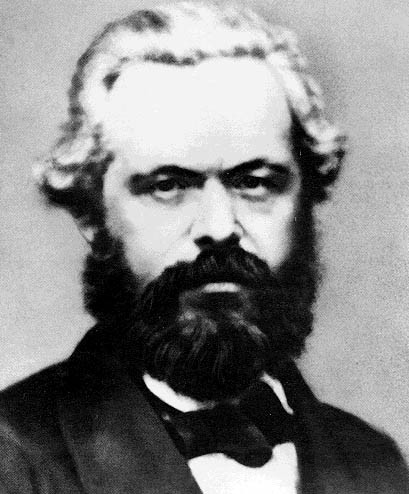
Karl Marx

Come primo decreto, la Comune di Parigi, composta da consiglieri eletti a suffragio universale e revocabili in qualsiasi momento, soppresse l'esercito permanente sostituendo ad esso tutto il popolo armato - un'iniziativa che i menscevichi e i social-rivoluzionari rifiutarono di attuare dopo la rivoluzione di febbraio - la polizia fu privata di ogni prerogativa politica, i funzionari statali e i magistrati furono resi elettivi con salari da operai, il potere clericale annullato. Non esistette più una minoranza privilegiata: in ciò consistette «la svolta dalla democrazia borghese alla democrazia proletaria, dalla democrazia degli oppressori alla democrazia delle classi oppresse».
La Comune, organismo nello stesso tempo esecutivo e legislativo, soppresse l'istituto parlamentare. L'essenza del parlamentarismo borghese, anche nelle repubbliche democratiche, consiste nel decidere ogni qualche anno quale membro della classe dominante debba opprimere il popolo. Il vero lavoro di Stato si compie tra le quinte, nei ministeri e nelle cancellerie, mentre nei parlamenti «non si fa che chiacchierare, con lo scopo determinato di turlupinare il "popolino"». Occorre invece, mantenendo il principio dell'eleggibilità e della rappresentanza, trasformare gli istituti rappresentativi da «mulini da parole» in organismi che lavorino realmente. I consiglieri della Comune facevano le leggi, le applicavano, ne verificavano i risultati e ne rispondevano agli elettori.
La Comune di Parigi - scrive Marx - sarebbe stata il modello di forma politica dei centri minori francesi che avrebbero amministrato i loro affari mediante un'assemblea di delegati con sede nel capoluogo, che a sua volta avrebbe mandato suoi rappresentanti nella capitale, garantendo l'unità nazionale.

### 4. Seguito. Le spiegazioni complementari di Engels
- La «questione delle abitazioni»
- La polemica con gli anarchici
- Una lettera a Bebel

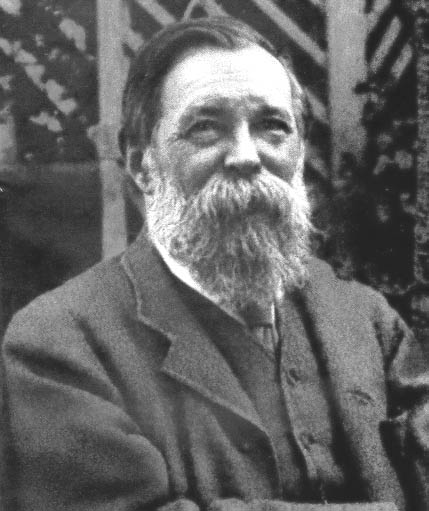
Friedrich Engels

- Critica del progetto del programma di Erfurt
- La prefazione del 1891 alla «Guerra civile» di Marx
- Engels sul superamento della democrazia

Lenin si preoccupa di tenere distinta dal marxismo la posizione anarchica dell'«abolizione» immediata dello Stato. Ne La questione della abitazioni (1872) Engels afferma la necessità, negata dagli anarchici, della dittatura del proletariato come «fase di transizione verso l'abolizione delle classi e, con esse, dello Stato», e Marx scrive che gli operai devono sostituire «la loro dittatura rivoluzionaria alla dittatura della classe borghese», dando allo Stato «una forma rivoluzionaria e transitoria».
Come Marx, Engels criticò il programma del Partito operaio tedesco presentato nel 1875 a Gotha dai suoi dirigenti, nel quale era scritto, tra l'altro, che il Partito si sforzava di «raggiungere con tutti i mezzi legali lo Stato libero». In una lettera ad August Bebel, Engels scrive che è ora di «farla finita con tutte queste chiacchiere sullo Stato», che è soltanto «un'istituzione temporanea di cui ci si deve servire nella lotta, nella rivoluzione, per tener soggiogati con la forza i propri nemici», ma quando «diventa possibile parlare di libertà, allora lo Stato come tale cessa di esistere».
Altre critiche furono rivolte da Engels al programma del Partito socialdemocratico tedesco approvato nel congresso di Erfurt dell'ottobre del 1891. Scrivendo a Kautsky, criticò la mancanza della rivendicazione della repubblica, pur sapendo che si potevano temere, in quel caso, la reintroduzioni di leggi eccezionali anti-socialiste. Ma non rivendicare la repubblica in Germania, dove «il governo è quasi onnipotente e il Reichstag e gli altri organismi rappresentativi sono privi di reale potere», significa adottare una condotta opportunistica, tanto più che il partito e la classe operaia «possono giungere al potere soltanto sotto la forma della repubblica democratica. Anzi, questa è la forma specifica per la dittatura del proletariato».
Ancora nel 1891, nella sua prefazione a La guerra civile in Francia di Marx, Engels accenna al problema dello Stato. In Francia, tanto dopo la rivoluzione del 1848 quanto dopo quella nel 1871 che abbatté la monarchia napoleonica, gli operai erano armati ma il potere si trovò nelle mani della borghesia. In entrambi i casi, «per i borghesi che si trovavano ancora al governo dello Stato il disarmo degli operai era quindi il primo comandamento. Ecco quindi sorgere dopo ogni rivoluzione vinta dagli operai una nuova lotta, la quale finisce con la disfatta degli operai». È significativo del tradimento del marxismo dei menscevichi, nota Lenin, che in Russia, dopo la rivoluzione di febbraio, il menscevico e ministro del governo provvisorio Cereteli annunciasse in un suo noto discorso, nel giugno del 1917, che «la borghesia era decisa a disarmare gli operai di Pietrogrado», una decisione presentata «come una necessità di Stato».
Nel 1894 Engels si espresse anche sul nome che avrebbe dovuto avere un partito il cui scopo fosse «la soppressione di ogni Stato e quindi di ogni democrazia». Tale nome doveva essere «comunista» e non «socialdemocratico», perché la soppressione dello Stato è anche la soppressione della democrazia e l'estinzione dello Stato è l'estinzione della democrazia. La democrazia infatti, pur essendo la forma di lotta e di oppressione di classe più libera e più aperta, resta sempre uno Stato, un'organizzazione della violenza esercitata da una classe contro un'altra.

### 5. Le basi economiche per l'estinzione dello Stato

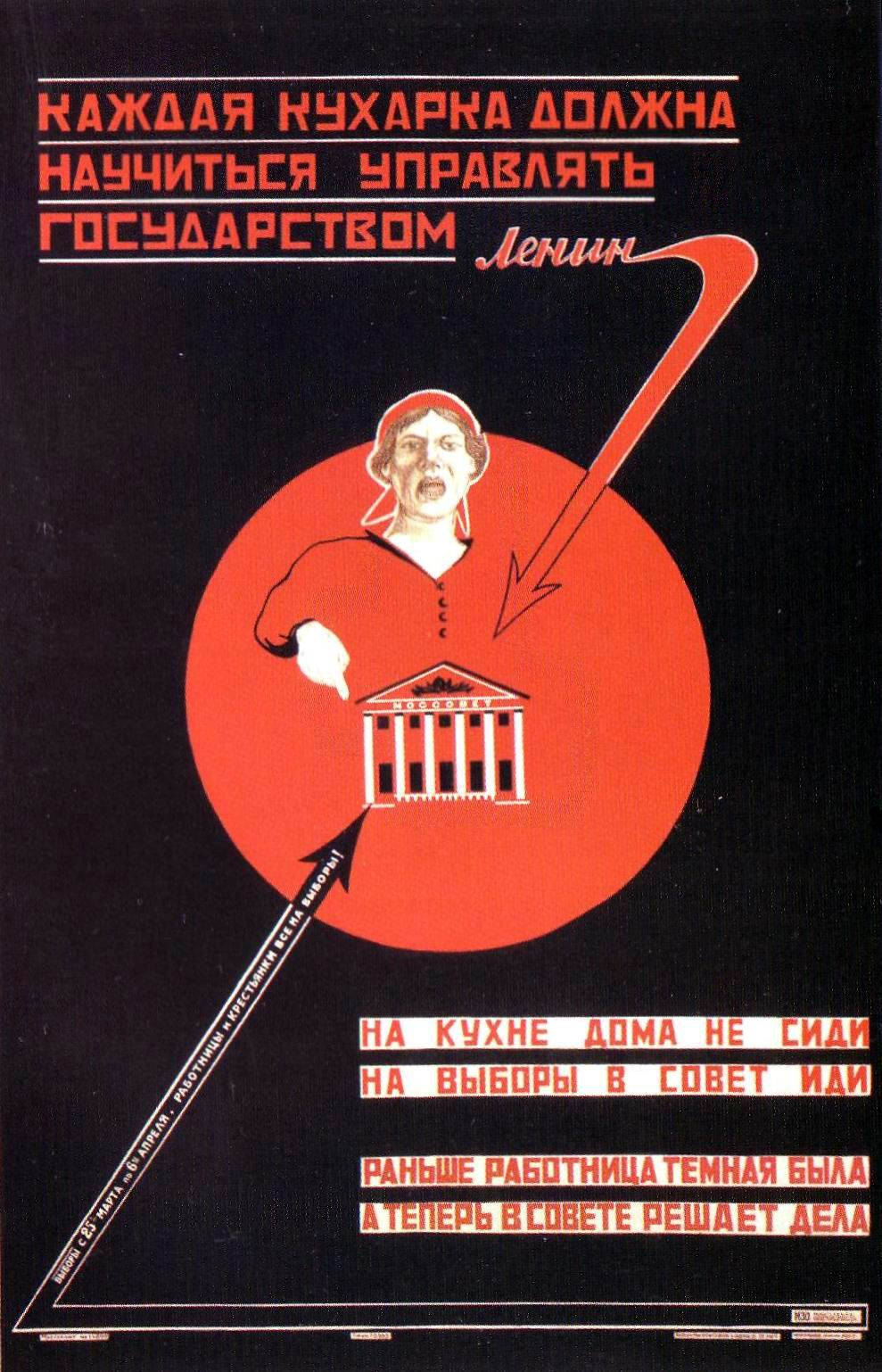
Ogni cuoca dovrebbe imparare a governare lo Stato, manifesto, 1925.

- L'impostazione della questione in Marx
- La transizione dal capitalismo al comunismo
- La prima fase della società comunista
- La fase superiore della società comunista

Nella Critica del Programma di Gotha Marx traccia a grandi linee la gestione di una società socialista appena emersa dalla società capitalistica. Se in essa sarà eliminato lo sfruttamento mediante la socializzazione dei mezzi di produzione, rimarranno le disuguaglianze economiche tra i singoli individui, dovute alla permanenza del diritto borghese che attribuisce a persone, che sono di fatto diseguali tra di loro, una eguale quantità di prodotti in base a un'eguale quantità di lavoro, anziché in base agli effettivi bisogni di ciascuno.
Come scrive Marx, solo in una fase più elevata della società comunista, quando non ci sarà più contrasto tra lavoro intellettuale e manuale, quando il lavoro sarà non solo un mezzo di vita ma il primo bisogno della vita e quando, con lo sviluppo onnilaterale degli individui saranno cresciute le forze produttive, allora «l'angusto orizzonte giuridico borghese» sarà superato e sarà realizzato il principio: «ognuno secondo le sue capacità; a ognuno secondo i suoi bisogni».
La prospettiva del comunismo è stata spesso tacciata di utopia. Lenin precisa che l'attualità della politica consiste nell'espropriazione dei capitalisti e nella soppressione delle classi. Una volta realizzata l'eguaglianza di tutti i cittadini relativamente al possesso dei mezzi di produzione, ossia l'eguaglianza del lavoro, allora si porrà il problema di passare dall'eguaglianza formale all'eguaglianza reale, sintetizzata dal principio: «ognuno secondo le sue capacità; a ognuno secondo i suoi bisogni». Non si può sapere come l'umanità andrà verso questo fine supremo, ma soltanto con il socialismo - la cosiddetta prima fase del comunismo - comincerà un movimento progressivo di massa a cui parteciperà la maggioranza della popolazione e poi la popolazione intera.
Proprio perché la democrazia è il riconoscimento formale del diritto di determinare la forma dello Stato e di amministrarlo, a un certo punto del suo sviluppo è la stessa democrazia a unire contro il capitalismo la classe rivoluzionaria, il proletariato, dandogli la possibilità di distruggere la macchina dello Stato borghese, costituita dall'esercito permanente, dalla polizia e dalla burocrazia. Ora «la quantità si trasforma in qualità: arrivato a questo grado, il sistema democratico esce dal quadro della società borghese e comincia a svilupparsi verso il socialismo». Tutti i cittadini partecipano all'amministrazione dello Stato e quando avranno appreso a gestire lo Stato, comincerà a sparire la necessità di qualsiasi amministrazione: «quanto più la democrazia è completa, tanto più vicino è il momento in cui essa diventa superflua». Si passa allora alla fase superiore della società comunista e alla completa estinzione dello Stato.

### 6. La degradazione del marxismo negli opportunisti

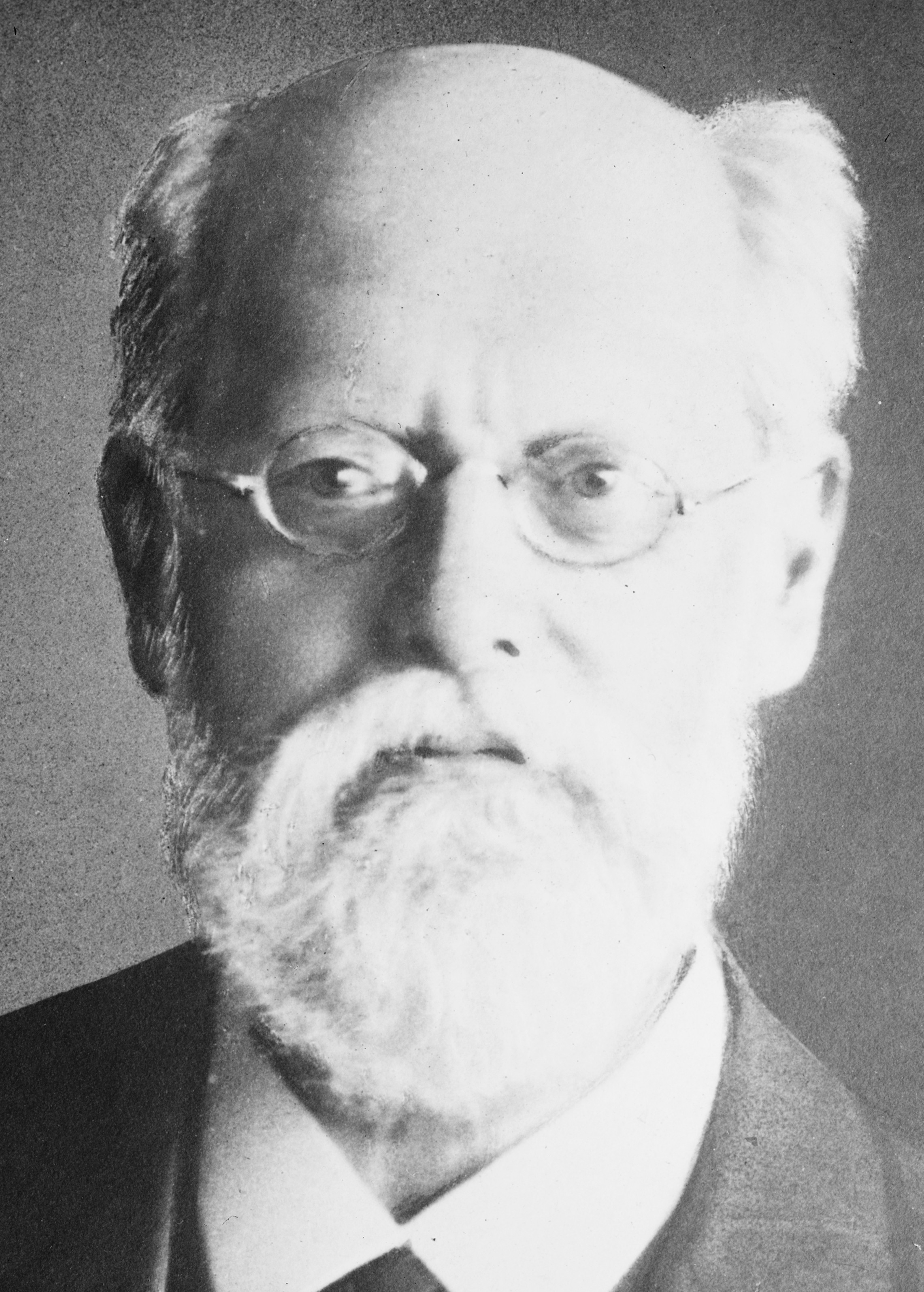
Karl Kautsky

- La polemica di Plechanov con gli anarchici
- La polemica di Kautsky con gli opportunisti
- La polemica di Kautsky con Pannekoek

Eludere il problema dell'atteggiamento della rivoluzione socialista verso lo Stato è tipico degli opportunisti che si definiscono marxisti. Così fece Plechanov, un «semidottrinario a rimorchio della borghesia in politica», nel suo opuscolo Anarchismo e socialismo pubblicato nel 1894, benché tale questione sia cruciale nella distinzione tra marxisti e anarchici.
L'opportunista Bernstein, nelle sue Premesse sul socialismo, aveva falsificato Marx sostenendo che egli avrebbe messo in guardia la classe operaia contro «un ardore troppo rivoluzionario» al momento della presa del potere, evitando d'impadronirsi dello Stato. Kautsky, polemizzando contro di lui nel libro Bernstein e il programma socialdemocratico, scritto nel 1899, sul problema dello Stato si limita a dire che la classe operaia può impadronirsi della macchina statale, senza accennare alla sua distruzione: «Possiamo in tutta tranquillità - scrive Kautsky - lasciare all'avvenire la cura di risolvere il problema della dittatura del proletariato».
Anche in altri due opuscoli, La rivoluzione sociale, del 1902, e La via del potere, del 1909, dedicati alla polemica contro gli opportunisti, Kautsky evitò di affrontare il problema dello Stato, tanto da essere attaccato nel 1912 da Anton Pannekoek nell'articolo L'azione di massa e la rivoluzione, nel quale il socialista olandese affermava che la lotta del proletariato era anche «una lotta contro il potere dello Stato» che sarebbe cessata solo quando, con la vittoria della rivoluzione, «l'organizzazione dello Stato è completamente distrutta. L'organizzazione della maggioranza prova la sua superiorità annientando l'organizzazione della minoranza dominante».
Nella sua risposta, Kautsky dimostrò di aver abbandonato la posizione marxista. Scrisse infatti: «Finora, l'opposizione tra i socialdemocratici e gli anarchici consisteva nel fatto che i primi volevano conquistare il potere dello Stato, i secondi distruggerlo. Pannekoek vuole l'uno e l'altro», ignorando evidentemente le considerazioni di Marx sull'esperienza della Comune di Parigi. E continuando: «noi non possiamo fare a meno dei funzionari, né nel partito né nei sindacati, senza parlare delle amministrazioni dello Stato [...] nessuno dei ministeri attuali sarà soppresso dalla nostra politica contro il governo [...] non si tratta di sapere quale forma la socialdemocrazia vittoriosa darà allo "Stato futuro", ma come la nostra opposizione trasforma lo Stato attuale».
Così, al problema della rivoluzione posto da Pannekoek, Kautsky sostituisce il problema dell'opposizione, secondo il tipico punto di vista opportunista. Del resto - conclude Lenin - quasi tutti i rappresentanti della Seconda Internazionale sono caduti nell'opportunismo e non si distinguono dai democratici piccolo-borghesi. Il compito dei rivoluzionari è rovesciare la borghesia e distruggere il parlamentarismo, sostituito da una repubblica democratica sul tipo della Comune o della repubblica dei soviet.

### Traduzioni italiane
- Lenin, Stato e rivoluzione, in Opere, vol. 25, Roma, Editori Riuniti, 1967, pp. 361–463
- V.I. Lenin, Stato e rivoluzione, trad. it. di L. Grieco, Donzelli Editore, 2017.